# 袖扣

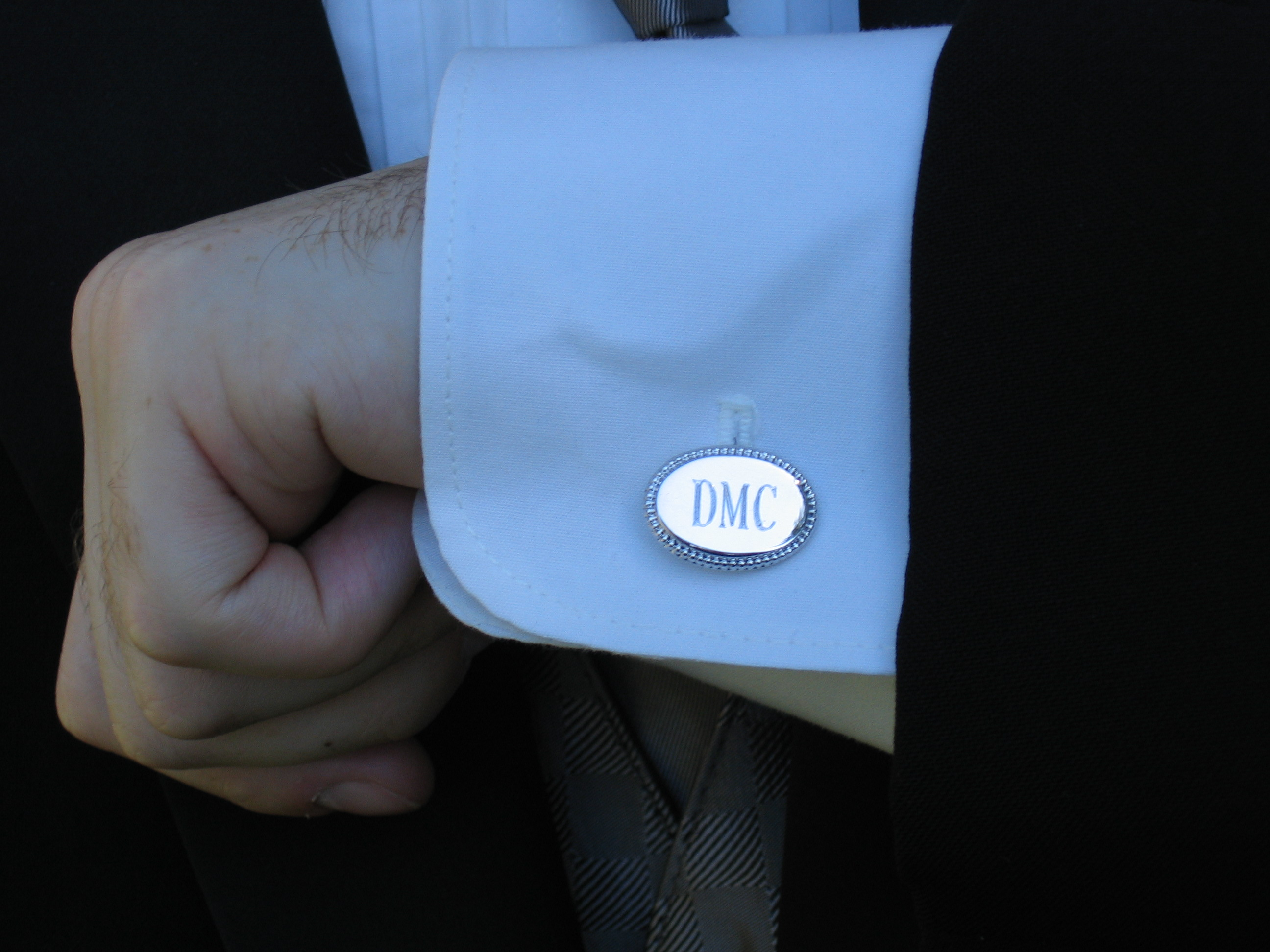
訂製的袖扣

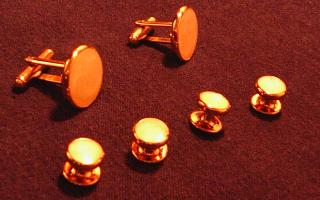
一組鑲入珍珠母的袖扣及襯衫飾扣。

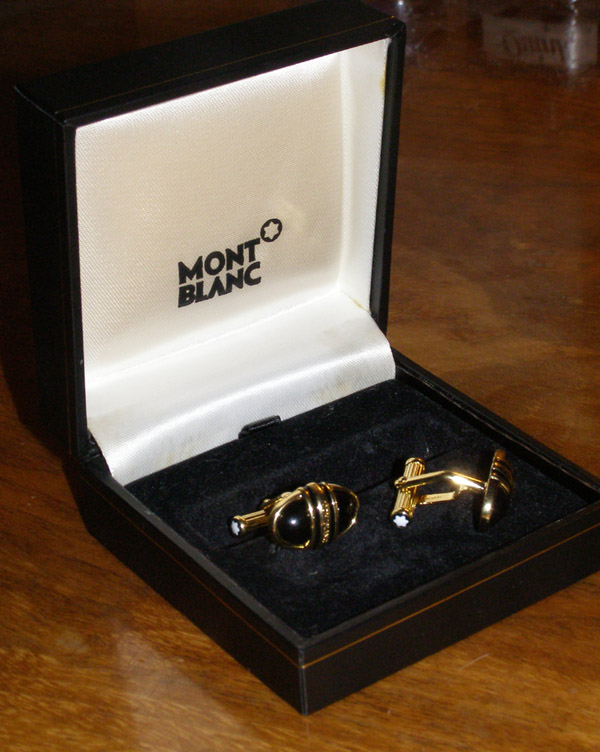
Montblanc的袖扣

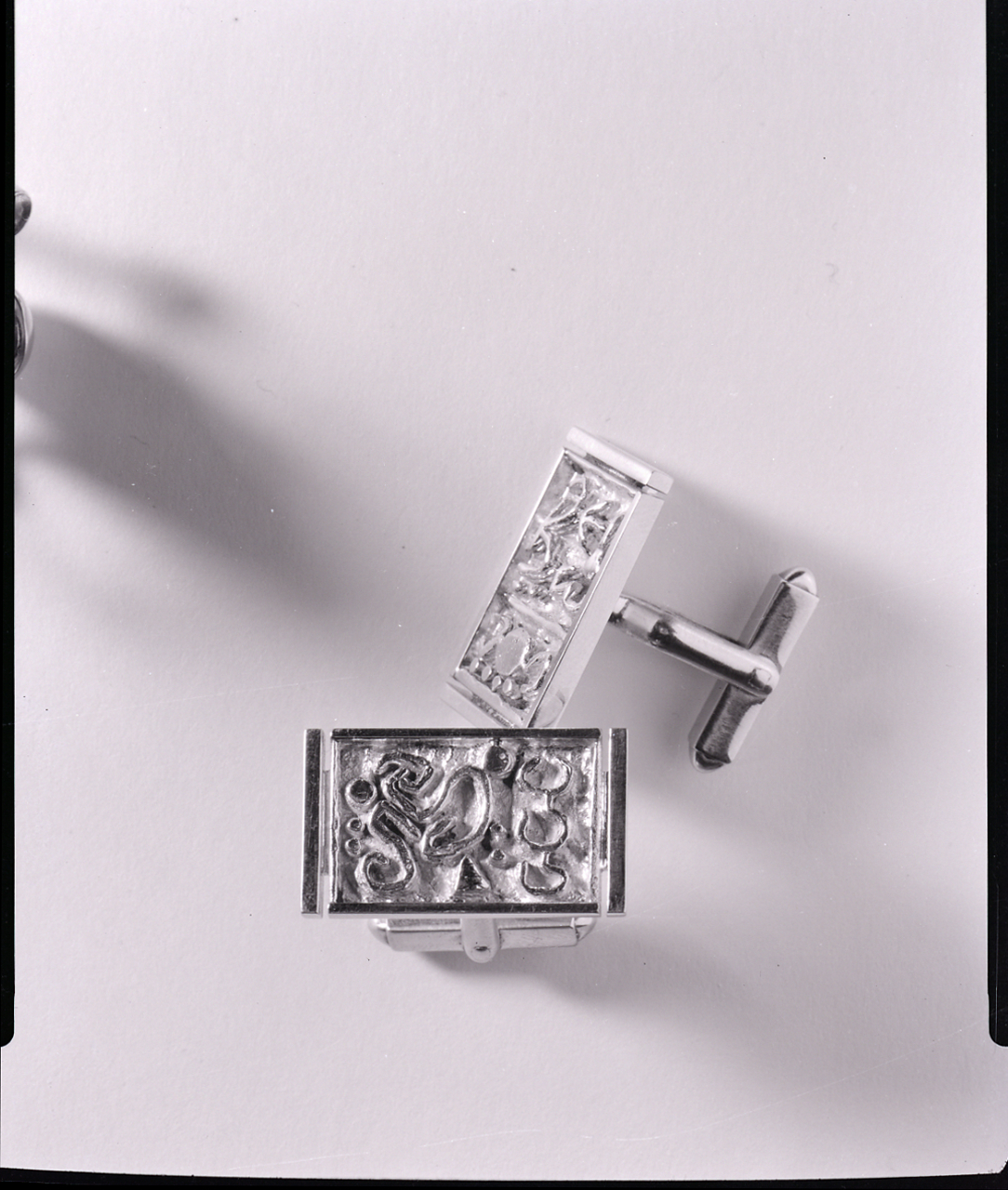
Cufflink photographed by Paolo Monti. Fondazione BEIC

袖扣（Cufflink）是一種用於襯衫袖口的釦子。

## 歷史
袖扣的歷史可以追溯到中世紀，他的前身是當時時尚的紳士繫在手腕「袖鍊」。在今日可以辨識出為袖扣最古老的資料當中，有一份是1684年出自倫敦憲報，記載了一對裝有鑽石的袖口釦子(cuff buttons)；1686年該刊又記載了一對包金的袖口釦子。在英格蘭薩福克郡發現的一對飾金單鏈袖扣，更確切的證明袖扣在17世紀就存在了。
雖然袖扣的蹤跡很早就出現，但適用袖扣的袖口嘗試開發一直要到十九世紀中期才法式袖口(又稱雙層袖口)出現後停止。這種法國自己稱為「火槍手袖口(poignet mousquetaire)」的袖口，才使袖扣本身真的成為一種華麗服裝的潮流，為袖扣的發展舖平了道路。

## 固定方式
袖扣用於袖口兩翼皆有鈕釦孔但是沒有釦子的襯衫。這類襯衫的袖口可能是一層或是兩層反折的，反折的袖口也稱為「法式」袖口。而袖口的固定方式又分為「貼齊」及「槍管式」兩種；貼齊的是將袖口兩翼平貼扣上，槍管式則是類似一般袖口，以環狀的方式扣上。通常來說使用袖扣的人士偏好貼齊的方式。
袖扣的設計有許多種不同的樣式。最簡單的一種設計由一條短練連結兩個碟片，通常放至於外側明顯那一面碟片會比較大一些。他也可能如同一般釦子一樣，大小足也穿過鈕釦孔；也有可能分成兩個部分，穿過扣孔組合起來；或是也可能在背面中間部分有轉軸機構，可以穿過扣孔，翻轉使固定的支稈與扣孔開向垂直，使之得以固定。
袖扣可見的部分常有字母或是某種裝飾、裝置的設計。設計的方式有許多的類型，可以有新潮的設計、傳統的設計、實用的設計(像是鑲嵌上時鐘、指南針)、或是詼諧的設計。